# Jacques-Marie-Louis Monsabré

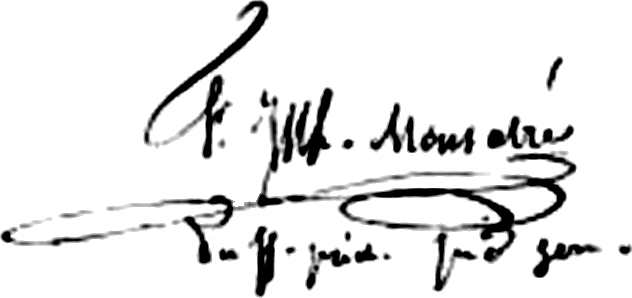
Firma di Jacques-Marie-Louis Monsabré

Jacques-Marie-Louis Monsabré (Blois, 10 dicembre 1827 – Le Havre, 21 febbraio 1907) è stato un presbitero e rinomato predicatore francese dell'Ordine dei domenicani.

## Biografia
Il 15 giugno 1851 Jacques Monsabré ricevette l'ordinazione come sacerdote secolare, ma ben presto si sentì chiamato dalla vita religiosa . Il 31 luglio 1851, festa di Ignazio di Loyola, celebrò la sua prima Messa e pensò seriamente di entrare nella Compagnia di Gesù. Quattro giorni dopo, però, nella festa di san Domenico, decise di farsi domenicano, e scrisse subito una lettera di richiesta a padre Lacordaire.
Dovette aspettare quattro anni prima di ottenere il permesso dal suo vescovo, perché era arrivato dalla Santa Sede l'ordine di differire per tutto quel tempo l'autorizzazione per i sacerdoti neo-ordinati che desideravano entrare a far parte di un ordine religioso. Nel maggio 1855 le lettere dimissorie furono accettate ed entrò quindi nel noviziato di Flavigny, dove il 31 dello stesso mese vestì l'abito religioso, prima di emettere la professione semplice dei voti un anno dopo. Dopo pochi giorni fu inviato allo studium dell'Abbazia di Notre-Dame-de-Chalais, dove trascorse un anno in solitudine e studio.
Durante l'inverno fu incaricato di tenere i sermoni quaresimali nella chiesa di Saint-Nizier a Lione. Fu lì che dimostrò per la prima volta il suo talento per l'oratoria sacra. Fu poi assegnato al Convento di san Tommaso a Parigi, dove iniziò a tenere conferenze.
Riprese questo ministero dopo una pausa di diversi anni, tenendo alcune conferenze nella chiesa conventuale durante l'Avvento dell'anno 1867. Predicò poi per alcuni anni nelle principali città della Francia e del Belgio, oltreché a Londra, conducendo ritiri, novene e tridui. La sua fama aumentò in occasione di una serie di prediche d'Avvento che effettuò nel 1869 presso la Cattedrale di Notre-Dame di Parigi, succedendo a P. Loyson.
Nel 1872, il successo di queste conferenze lo portò ad essere invitato a succedere al gesuita padre Félix per tenere le prediche quaresimali a Notre-Dame, di cui tenne la reggenza dal 1872 al 1890.
Nel 1870 le lezioni a Notre-Dame furono interrotte, a causa dell'assedio di Parigi del 1870 da parte delle truppe tedesche. Al momento della capitolazione di Metz, Monsabré stava predicando in una delle sue chiese. In tale periodo l'arcivescovo di Parigi, monsignor Darboy, fu preso in ostaggio dai comunardi e fucilato nel 1871, quindi sostituito dal vescovo Guibert che, senza perdere tempo, lo invitò a ritornare sul pulpito della sua cattedrale, dove avrebbe predicato per quasi vent'anni. In tale veste, concepì e realizzò il progetto di esporre l'intero sistema della teologia dogmatica cattolica.
La forma classica ed elegante dei suoi discorsi piaceva alla classe colta francese:
{{citazioneIl suo intenso amore per le anime e il suo zelo apostolico fanno vibrare il suo discorso in sintonia con la vita. Il suo spirito limpido e profondamente teologico gli permetteva di illuminare anche i principi più complicati della fede, mentre i suoi appelli seri e appassionati a tutti gli impulsi più nobili dell'uomo hanno sempre incontrato un'accoglienza entusiastica.}}
Nel 1871 fu inviato al Capitolo Generale dell'Ordine Domenicano a Gand, dove rappresentò la sua provincia e, nel 1898, a quello di Ávila in qualità di definitore.
Nel 1890 predicò i sermoni dell'Avvento a Roma. Nel 1891 tenne la stessa serie di prediche a Tolosa. Alla morte di mons. Freppel, vescovo di Angers, fu invitato a ricoprire il seggio che aveva lasciato vacante alla Camera dei Deputati, ma rifiutò.
Il suo ultimo sermone fu il discorso pronunciato a Reims in occasione del quattordicesimo centenario del battesimo di Clodoveo, re dei Franchi.
Nel 1903 si ritirò a vita privata. Tuttavia, in quello stesso anno, il convento domenicano in cui viveva fu confiscato dal governo, che lo costrinse a rifugiarsi nella modesta casa di Le Havre dove morì.
L'opera omnia di Monsabré consta di 48 volumi. L'Exposition du dogme catholique (Esposizione del dogma cattolico) si distingue per la sua eloquenza e lo stile semplice e disinvolto.

## Pubblicazioni selezionate
- (FR) Exposition du dogme catholique, Conférences de Notre-Dame de Paris, 1873-1890, Parigi, P. Lethielleux, 1921-1924, OCLC 1100328390. (formato: 18 voll. ; 19 cm)
- (FR)  Panégyrique du bienheureux J.-B. de la Salle Fondateur de l'Institut des Frères des Écoles Chrétiennes, prononcé à l'Église primatiale de Rouen le 14 juin 1888, Rouen, Librairie Cagniard, 1888.
- Conférences de Notre-Dame de Paris, Année dominicaine, Parigi, 1888
- Conférences du Couvent de Saint-Thomas-d'Aquin de Paris: introduction au dogme catholique, Volume 2, Librairie Ve Poussielgue et fils, 1866